# Amory Lovins

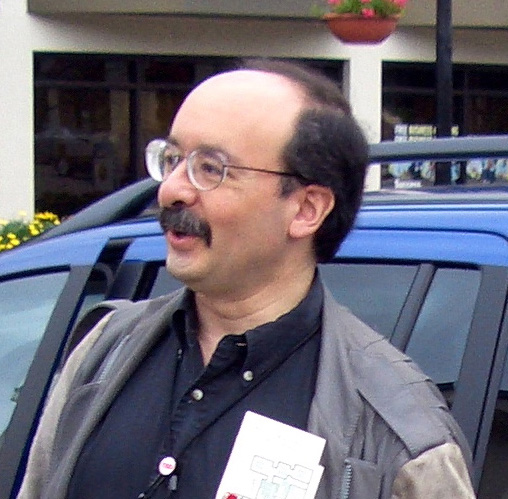
Amory Lovins

Amory Lovins (ur. 13 listopada 1947 w Waszyngtonie) – amerykański fizyk i aktywista. Założyciel i dyrektor Rocky Mountain Institute. Autor ok. 30 książek poświęconych problematyce zrównoważonego rozwoju. Przeciwnik używania energii nuklearnej, twórca pojęcia negawatów.

## Życiorys
W latach 70. działał w brytyjskim oddziale organizacji ekologicznej Friends of the Earth. W 1982 wraz z żoną Hunter Lovins założyli Rocky Mountain Institute – organizację zajmującą się promowaniem efektywności energetycznej i odnawialnych źródeł energii.
W 1983 Amory i Hunter Lovinsowie otrzymali nagrodę Right Livelihood „za pionierski wkład w propagowanie zielonej energii”. W 1993 Amory Lovins otrzymał prestiżowe stypendium MacArthur Fellowship.